# Пролазни исхемијски напад
Пролазни исхемијски напад или транзиторни исхемијски напад (акроним ТИА) је привремени губитак нормалне неуролошке функције изазван кратким прекидом крвотока и дотока крви у део мозга, који не траје довољно дуго да изазове трајно оштећење мозга.  Неки га називају и мини-удар.
Симптоми ТИА који захтевају хитну медицинску помоћ истоветну као код можданог удара, могу укључивати  неке ос следећих знакова и симптома: слабост или утрнулост лица, шаке, руке или ноге, промене вида и/или нејасан говор.
Свако ко је имао ТИА има висок ризик од можданог удара у блиској будућности. У ствари, према студији на 4.700 пацијената са ТИА, процењени ризик од можданог удара годину дана након ТИА био 5%, или у око 30%  можданих удара претходи један или више ТИА која се може јавити данима, недељама или чак месецима пре можданог удара. Према томе ако је пацијент био лечен од ТИА, мора усмерите своју енергију на спречавање следећег, за шта има могућности (редовно узимање прописане лекове, здрава исхрана, редовно вежбање, елиминиација лоших навике попут пушења или прекомерног уноса алкохола и психоактивних супстанци).

## Дефиниције
Термини мождани удар и пролазни исхемијски напад (ТИА ) се често мешају један са другим. Ако желимо да разумемемо разлике између можданог удара и ТИА, морамао се упознати са карактеристикама сваког од њих.

### Мождани удар
Мождани удар је прекид дотока крви у део мозга који траје довољно дуго да изазове трајно оштећење мозга.  Може бити узроковано или зачепљењем или руптуром артерија које снабдевају мозак кисеоником и хранљивим материјама.  Од свих можданих удара, 87% је исхемијско, 10% је интрацеребрално крварење и 3% су субарахноидална крварења.
Мождани удар за разлику од ТИА може показати одређено побољшање или се временом погоршати. Око 87% људи који доживе мождани удар преживи, али понекад мождани удар може бити фаталан. Већина преживелих од можданог удара има неки проценат инвалидитета и потребна им је дуготрајна физикална терапија. 

### Пролазни исхемијски напад (ТИА)
Пролазни исхемијски напад (ТИА) је привремени прекид дотока крви у део мозга који не траје довољно дуго да изазове трајно оштећење мозга. За разлику од можданог удара ТИА се потпуно повлачи, али често људи који су имали ТИА имају понављајуће нападе или могу имати мождани удар у року од неколико минута, дана или недеља од првог пролазног исхемијског напада. 10  Ово се дешава зато што је проток кроз крвини суд који током ТИА често абнормалан, па је склон да поново буде прекинут. 11 Понекад, након ТИА, особа може имати руптуру анеуризме мозга или хеморагични мождани удар ако је узрок ТИА био прекид протока крви у крвном суду који касније пуца и крвари.

## Етиологија
ТИА је узрокована истим процесима болести који доводе до можданог удара - блокаде артерија до мозга од крвног угрушка , углавном због атеросклерозе (нагомилавање масти у артерији) или емболије (када крвни угрушак путује са неког другог места у телу, као срце, до мозга).
Код можданог удара, блокада траје довољно дуго да изазове смрт можданог ткива. Са ТИА, с друге стране, блокада је пролазна и мождано ткиво се опоравља када се блокада побољша.
ТИА су, према томе, аналогне нестабилној ангини , стању у којем пролазне блокаде коронарних артерија изазивају бол у грудима . И баш као што нестабилна ангина често најављује потпуни инфаркт миокарда (срчани удар), појава ТИА указује да ће вероватно доћи до пуног можданог удара.
Постоји неколико фактора који повећавају ризик код особе за развој ТИА (и можданог удара).
Неки од ових фактора укључују:
- Хипертензију (висок крвни притисак).[9]
- Хиперлипидемију (висок холестерол)
- Пушење дувана
- Шећерну болест.[9]
- Преткомосрака фибрилација
- Тешка конзумација алкохола
- Лоша исхрана (она са високим садржајем засићених/транс масти и/или соли)
- Физичка неактивност.[9]
- Одређени генетски услови (нпр  анемија српастих ћелија )

## Клиничка слика
Знаци и симптоми ТИАсе веома разликују од особе до особе и зависе од тога који је део и колика је површина мозга  лишен протока крви.
Неки од типичних симптома ТИА укључују:
- Слабост у шаци, руци, нози, лицу, језику или доњој вилици.[11]
- Утрнулост у руци, шаци, нози, лицу, језику
- Неспособност кохерентног говора.[11]
- Необјашњива вртоглавица, често са вртоглавицом (осећај да се просторија окреће)
- Двоструки вид, делимични губитак вида или други изненадни поремећаји вида.[12]
- Тешка главобоља без очигледног узрока

| ТИА (мини мождани удар)                                                                                                  | Мождани удар |
| --- | --- |
| - Проток крви се обнавља пре него што мождано ткиво заиста умре. - Симптоми нестају за неколико минута до неколико сати. | - Проток крви у једном делу мозга је прекинут довољно дуго да дође до оштећења можданог ткива. - Симптоми трају дан или више и можда се никада неће у потпуности побољшати. |

Симптоми ТИА су идентични симптомима можданог удара, али се ТИА разликује од можданог удара само када симптоми нестану изоловано. До тог тренутка, из практичних разлога, сматра се да пацијент има мождани удар и као такав ћете бити третирани од стране лекарског тима.

## Дијагноза
Дијагноза ТИА захтева пажљиво прикупљње података за медицинску историју, неуролошки преглед, као и снимање мозга и великих крвних судова који снабдевају мозак. Такође се могу обавити и тестови срца и различите анализе крви.

### Историја болести
Током узимања анамнеза за медицинску историју болести, здравствени радник  поставља следећа питања у вези са специфичностима симптома, као што су:
- Да ли су симптоми фокални (слабост или укоченост на једној страни тела) или нефокални (нпр  генерализована слабост или вртоглавица).
- Да ли су се симптоми појавили изненада или постепено.
- Да ли су се исти симптоми јављали раније

Питања попут ових могу помоћи да се утврди да ли алтернативна здравствена стања треба детаљније размотрити, као што су нпр. мигрена, мултипла склероза или поремећај нападаја .

### Физички преглед
Физички преглед ће укључивати:
- одређивање виталних знакова (систолни и дијастолни крвни притисак),
- преглед срца и
- комплетан неуролошки преглед (провера рефлекса, мишичне снаге и преглед кранијалних нерава).[15]

### Имиџинг
Ако здравствени радник посумња на ТИА, он ће пацијента упутити на различити сликовне тестове или имиџинга који имају за циљ да идентификују тачан узрок догађаја. Снимање мозга се такође користи да би се искључили услови који могу имитирати ТИА.
Тестови снимања који се могу наручити током обраде ТИА укључују:
- Снимање мозга помоћу компјутерске томографије (ЦТ) или скенирања магнетном резонанцом (МРИ)
- Снимање главних крвних судова који снабдевају мозак, било ултразвуком каротида , ЦТ ангиограмом или МРИ ангиограмом.[8]
- Снимање срца електрокардиограмом (ЕКГ) и понекад опсежније праћење срчаног ритма (нпр телеметрија у болници или Холтер мониторинг ).
- Ехокардиографија , како би се потражио извор крвних угрушака одакле су могли да дођу до мозга.

### Тестови крви
Тестови крви се користе не само да би се искључила стања која опонашају ТИА, већ и да би се процениио ризику особе за развој понављајуће ТИА или можданог удара.
Примери таквих тестова укључују:
- Ниво глукозе (шећера) у крви наташте.[15]
- Нивои електролита у крви
- Комплетна крвна слика (ЦБЦ)[16]
- Тестови коагулације.[15]
- Липидни статус.

## Диференцијална дијагноза
| Дијагноза.                                                         | Клиничка слика. |
| ------------------------------------------------------------------ | --- |
| Тумор мозга                                                        | Тешка једнострана главобоља са мучнином и повраћањем                                                                            |
| Инфекција централног нервног система (нпр менингитис, енцефалитис) | Грозница, повишена температура главобоља, конфузија, укоченост врата, мучнина, повраћање, фотофобија, промена менталног статуса |
| Падови/трауме                                                      | Главобоља, конфузија, модрице                                                                                                   |
| Хипогликемија                                                      | Конфузија, слабост, дијафореза                                                                                                  |
| Мигрене                                                            | Тешке главобоље са или без фотофобије, млађи узраст                                                                             |
| Мултипла склероза                                                  | Диплопија, слабост удова, парестезија, задржавање урина, оптички неуритис                                                       |
| Поремећај конвулзија                                               | Конфузија са или без губитка свести, уринарна инконтиненција, гризење језика, тоничко-клонички покрети                          |
| Субарахноидално крварење                                           | Тешка главобоља са изненадним почетком и фотофобијом                                                                            |
| Вртоглавица (централнa или перифернa)                              | Генерализована вртоглавица и дијафореза са или без губитка слуха                                                                |

## Терапија
Брза и тачна дијагноза пролазног исхемијског напада и његова тачне локације је кључна за успешно лечење. Технички напредак као што су дигитално снимање, микрокатетери и друге неуроинтервенционе технологије, употреба оперативног микроскопа (микрохирургија) и хируршког ласера омогућили су лечење проблема пролазног исхемијског напада који су били неоперабилни пре неколико година.
Када се постави дијагноза и заврши процена ТИА, третман који  здравствени радник препоручује зависиће у великој мери од онога што је пронађено, и строго је индивидаулани за свааког пацијента понаособ.
Главни циљ лечења особе која је имала ТИА је спречавање будућег можданог удара,  који обухвата управљање факторима ризика, медикаментозну терапију, инвазивне процедуре.

### Управљање факторима ризика
Агресивно лечење фактора ризика који изазивају атеросклерозу може спречити поновну појаву ТИА или, што је озбиљније, будући мождани удар.
Стратегије укључују:
- Усвајање здраве дијете
- Редовно вежбање
- Узимање лекови за снижавање хипертензије[18] и високог холестерола.[18]
- Узимање лекаова за одличну контролу шећерне болести.[19]
- Престанак пушења.[18]

### Терапије лековима
Антитромбоцитна терапија са аспирином, аспирином плус дипиридамолом или плавиксом (клопидогрел) се користи за инхибицију стварања абнормалних угрушака унутар артерија мозга. 8
Антикоагулантна терапија , као што је са Еликуис (апиксабан) или Коумадин (варфарин), користи се у лечењу одређених здравствених условима који промовишу стварање угрушака крви, као и преткоморске фибрилације.

### Инвазивне процедуре
Инвезивне процедуре могу се применити у циљу обнављања протока крви у каротидним артеријама  (која се налаза на врату) кроз процес који се зове реваскуларизација. Конкретно, може се извршити каротидна ендартеректомија, да би се хируршки отворила и пеканалисала артерија ако се пронађе значајна блокада.
Стентирање каротидне артерије (отварање лумена  артерије како би се побољшао проток крви) је друга опција, у зависности од одређених карактеристика крвног суда пацијента.

## Превенција
Превенција можданог удара и ТИА се заснива на здравом начину живота и управљању факторима ризика од можданог удара.
Пацијент мора што је могуће више смањиити ризик од можданог удара. Неким пацијентима са ТИА и можданим ударом можда ће бити потребна и операција, у циљу спречавања поновних напада.